# Cantón Mira
Mira  es un cantón en la provincia de Carchi en el norte del Ecuador. Tiene una población aproximada de 12.180 con una extensión territorial de 581,69 km² y una temperatura promedio de 16.2 °C, se encuentra al sur de la misma provincia, cercana a la ciudad de Ibarra, y cercano a Salinas en Imbabura.
Es conocida como "Balcón de los Andes" y fue fundada el 18 de agosto de 1980.

## Organización Política

### Parroquia urbana
- Mira

### Parroquias rurales
- Concepción
- Jijón y Caamaño
- Juan Montalvo

## Economía
Los pobladores del Cantón Mira en su mayoría viven de la agricultura, los principales productos que se cultiva son: aguacate,maíz, frejol, tomate riñón. Otra parte de la población se dedica a la ganadería, y crianza de animales menores.

## Cultura
Mira es probablemente el cantón con mayor actividad artística en la provincia del Carchi con una gran diversidad de agrupaciones dedicadas a la música y danza, como las agrupaciones musicales Bomba Kings, El Pedregal , Bomba Blanca, Grupo "Barroo" y Grupo "Semblanza".

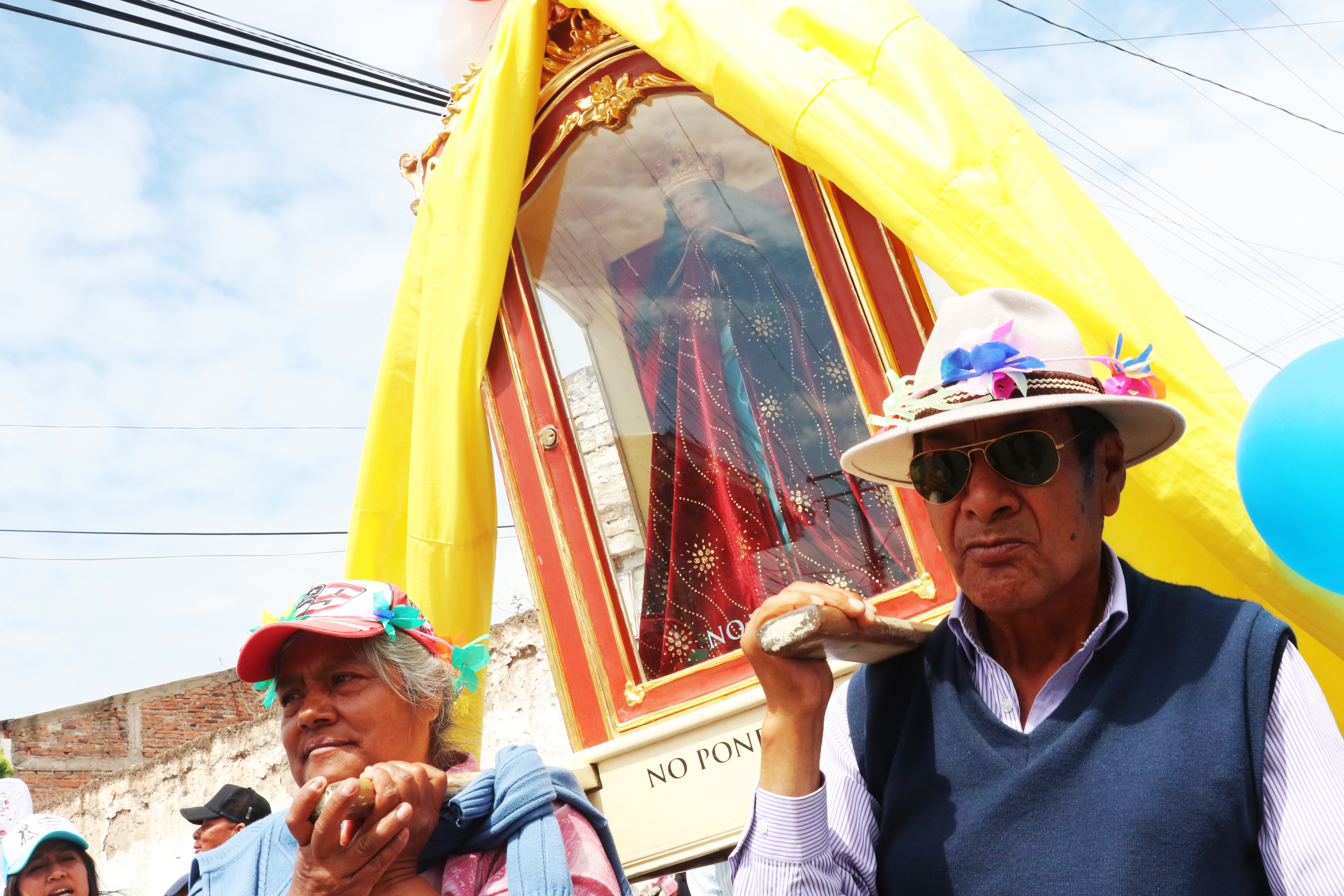
Fiesta en honor a la Virgen de la Caridad